# Горностаевка (Генический район)
Горноста́евка (укр. Горностаївка) — село в Новотроицкой поселковой общине Генического района Херсонской области Украины. До 19 июля 2020 года входило в состав Новотроицкого района.
Население по переписи 2001 года составляло 603 человека. Почтовый индекс — 75331. Телефонный код — 5548. Код КОАТУУ — 6524481301.
Село состоит из четырёх улиц: Молодёжной, Затиса, Доброскока и Полевой. В селе работает дом культуры (дискотека, бильярд, настольный теннис) и футбольный стадион — домашняя арена ФК «Мир». Так же есть пруд «озеро Рицца». Возле дома культуры находится корт с искусственным покрытием для игры в теннис и футбол. В селе есть машинно-тракторный парк, обеспечивающий сбор урожая. Так же имеется своя мельница и пекарня. В планах строительство летней танцевальной площадки возле ДК, а также проведение этапа грунтовых работ по строительству нового стадиона.